# كرايغ إس. كينر
كرايغ إس. كينر (بالإنجليزية: Craig S. Keener)‏ هو محرر وكاتب أمريكي، ولد في 1960.